# Sing Tao SC
El Sing Tao SC (en chino tradicional, 星島體育會) fue un equipo de fútbol de Hong Kong que alguna vez formó parte de la Primera División de Hong Kong, la liga de fútbol más importante del país.

## Historia
Fue fundado en el año 1940 en la capital Victoria por Aw Hoe (胡好), y tan solo un año más tarde llegaron a la máxima categoría.
Fueron un equipo protagonista en la máxima categoría después de la Segunda Guerra Mundial, tan solo descendiendo del máximo nivel en dos ocasiones: en 1962/63 y en la temporada 1972/73 y se convirtieron en un equipo profesional en la temporada 1968/69. Fue hasta la temporada 1988/89 que retornaron a la Primera División de Hong Kong, en la cual permanecieron hasta su desaparición en 1999. Ganaron el título de liga en una ocasión y ganaron 8 títulos de copa local.
A nivel internacional iban a participar en la Recopa de la AFC 1992-93, pero abandonaron el torneo antes de enfrentarse al Pupuk Katrim de Indonesia.

## Palmarés
- Primera División de Hong Kong: 1

1946/47
- Hong Kong Senior Shield: 6

1946/47, 1947/48, 1951/52, 1966/67, 1969/70, 1971/72
- Hong Kong Viceroy Cup: 2

1994/95, 1996/97

## Participación en competiciones de la AFC
- Recopa de la AFC: 1 aparición

1992/93 - abandonó en la Primera ronda